# Коросташ Максим Борисович
Макси́м Бори́сович Короста́ш — український фольклорист, композитор, педагог. Член етнографічної комісії ВУАН. Як педагог відіграв визначну роль у житті скульптора, маляра і етнографа Івана Гончара.

## Життєпис

Викладачі і студенти Інституту ім. М. Лисенка (1924-1925)Сидять: М. Вериківський, М. Грінченко, П. Козицький, Л. Ревуцький
Стоять: О. Кисіль, М. Калістратенко, А. Бабій, М. Коросташ

Родом Максим Коросташ з села Лип'янка (нині Черкаської області). Під час навчання в школі брав участь у драматичному гуртку, добре співав, записував народні пісні.
Згодом навчався в Києві у Державному музично-драматичному інституті імені М. В. Лисенка (викладач Лев Ревуцький, відділення хорового диригування та гри на народних інструментах), а також у педінституті (історико-географічне та хіміко-біологічне відділення).
Працював учителем музики в Першій трудовій школі.
У 1927 році під час перебування в рідному селі познайомився з талановитим випускником сільської школи Іваном Гончаром, якого запросив до Києва на навчання і допоміг йому вступити до Художньої індустріальної школи, став для нього опікуном, вихователем і порадником. Іван Гончар називав його своїм духовним батьком.
У його квартирі на вулиці Гоголівській, 37 бували видатні діячі української культури, зокрема учений-етнограф Данило Щербаківський, поет Микола Вороний з сином Марком. У себе вдома Максим Борисович познайомив Івана Гончара з відомим вченим–музикознавцем, фольклористом, чоловіком Лесі Українки Климентієм Квіткою та її матір'ю Оленою Пчілкою.
Максим Борисович був членом етнографічної комісії при Академії наук. Брав участь у численних експедиціях для збирання і записування музичного фольклору. Співпрацював з Михайлом Грушевським. Виступав з доповідями й брав участь в обговореннях під час засідань Історичної Секції ВУАН, які відбувались за головування М. С. Грушевського, зокрема 1929 року.
В архіві Інституту мистецтвознавства, фольклористики й етнології НАН України зберігаються фрагменти його записів, зроблених у рідному селі на початку ХХ століття. Збереглось лише 25 мелодій і 10 текстів з понад 200 записаних ним пісень.
1934 року працював у Білорусі, що допомагало уникнути репресій. 1938 року (за іншими даними 1940-го) Максим Коросташ був заарештований за стандартним для тих часів звинуваченням. За спогадами його племінниці Лукії Коваль (доньки старшої сестри) після арешту Максима Борисовича родина ніяких відомостей про його подальшу долю не мала.

## Доповіді в Академії наук
- Коросташ М. Б. Про організацію етнографічного хору (1928).
- Коросташ М. Б. Тексти молдавського весілля з молдавських колоній на Херсонщині (1928).